# Russell Lee (fotógrafo)
Russell Werner Lee (Ottawa, 21 de julio de 1903 - Austin, 28 de agosto de 1986) fue un fotógrafo y reportero gráfico estadounidense, conocido por su trabajo para la Farm Security Administration (FSA) durante la Gran Depresión. Sus imágenes documentaron la etnografía de varias clases y culturas estadounidenses.

## Primeros años

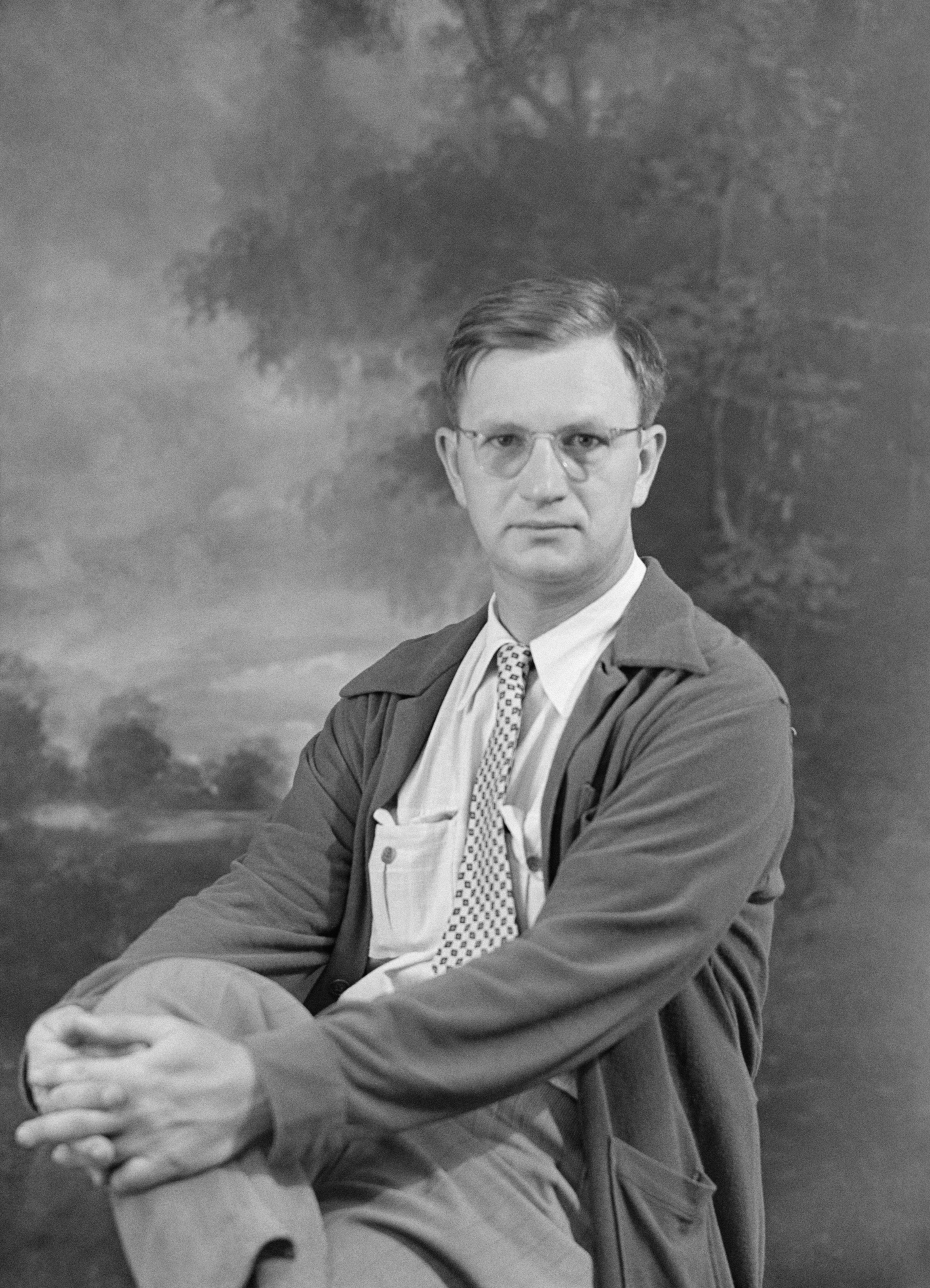
Russell Lee, fotografiado entre 1935 y 1942.

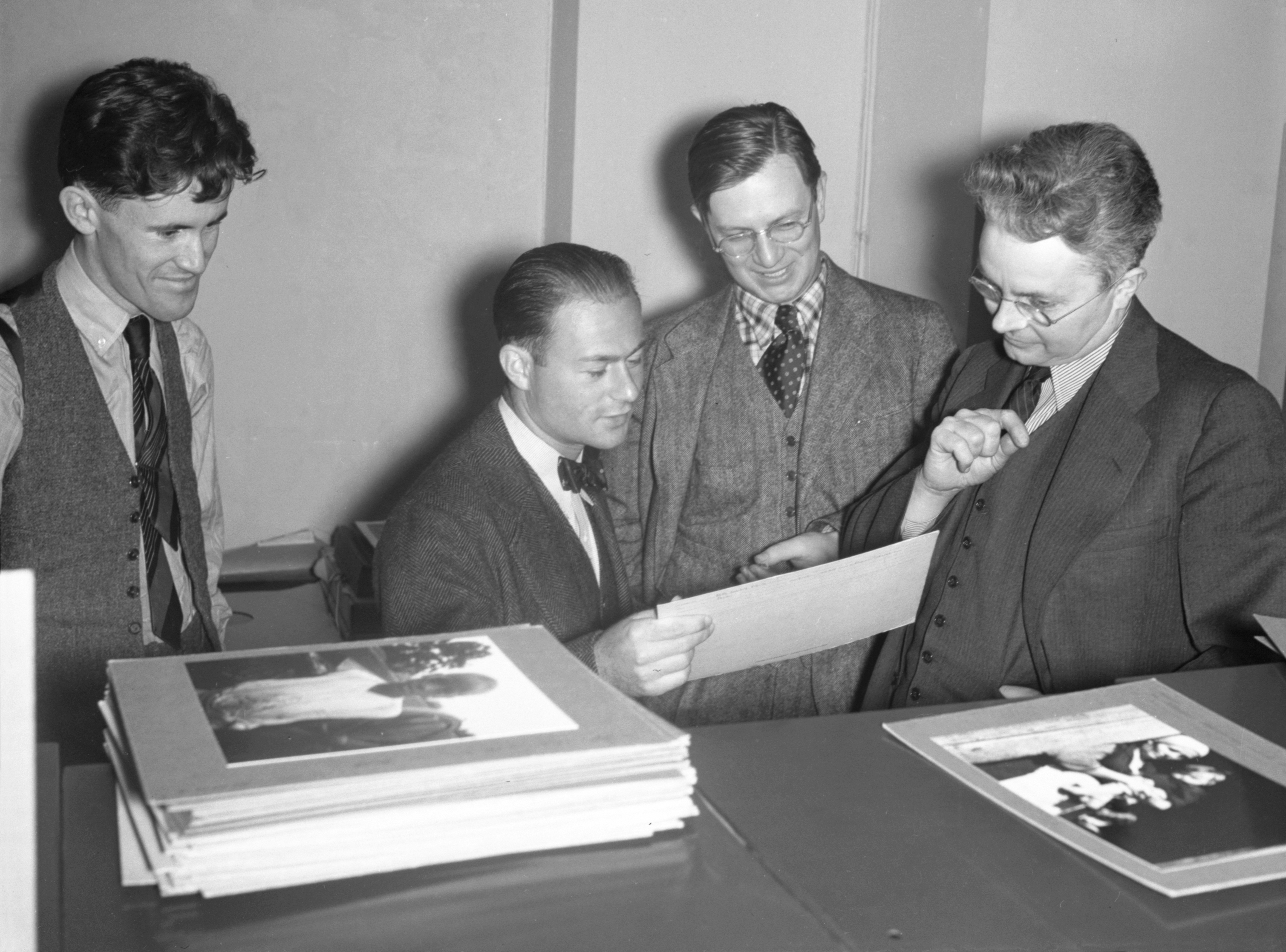
Fotógrafos de la FSA (desde la izquierda) John Vachon, Arthur Rothstein y Russell Lee con Roy Stryker.

Hijo de Burton Lee y su esposa Adeline Werner, Lee creció en Ottawa, Illinois. Asistió a la Academia Militar de Culver en Culver, Indiana para la escuela secundaria. Obtuvo una licenciatura en ingeniería química de la Universidad de Lehigh en Bethlehem, Pensilvania.
Lee comenzó a trabajar como químico, pero renunció al puesto para convertirse en pintor. Originalmente usó la fotografía como precursor de su pintura, pero pronto se interesó en la fotografía por sí misma. Grabó las personas y los lugares a su alrededor. Entre sus primeros temas se encuentran la minería ilegal de Pensilvania y el culto al Padre Divino.

## Carrera
En el otoño de 1936, durante la Gran Depresión, Lee fue contratado para el proyecto de documentación fotográfica de la Administración de Seguridad Agraria patrocinado por el gobierno federal de la administración de Franklin D. Roosevelt. Se unió a un equipo formado por Roy Stryker, junto con Dorothea Lange, Arthur Rothstein y Walker Evans. Stryker brindó dirección y protección burocrática al grupo, dejando a los fotógrafos libres para compilar lo que en 1973 se describió como "la mayor colección documental que jamás se haya reunido". Lee creó algunas de las imágenes icónicas producidas por la FSA, incluidos estudios fotográficos de San Agustín, Texas en 1939 y Pie Town, Nuevo México en 1940.
Durante la primavera y el verano de 1942, Lee fue uno de varios fotógrafos del gobierno que documentaron la reubicación forzosa de los estadounidenses de origen japonés de la costa oeste. Produjo más de 600 imágenes de familias esperando ser removidas y su vida posterior en varios centros de detención, la mayoría ubicados en áreas aisladas del interior del país.
Después de que la FSA fuera desfinanciada en 1943, Lee sirvió en el Comando de Transporte Aéreo (ATC). Durante este período, tomó fotografías de todos los accesos al aeródromo utilizados por el ATC para abastecer a las Fuerzas Armadas en la Segunda Guerra Mundial. En 1946 y 1947, trabajó para el Departamento del Interior de los Estados Unidos (DOI), ayudando a la agencia a compilar una encuesta médica en comunidades involucradas en la extracción de carbón bituminoso. Creó más de 4.000 fotografías de mineros y sus condiciones de trabajo en las minas de carbón. En 1946, Lee completó una serie de fotografías centradas en una Iglesia de Dios Pentecostal en un campamento de carbón de Kentucky.
Mientras completaba el trabajo de DOI, Lee también continuó trabajando con Stryker. Produjo fotografías de relaciones públicas para Standard Oil de Nueva Jersey.
En 1947, Lee se mudó a Austin, Texas y continuó con la fotografía. En 1965 se convirtió allí en el primer profesor de fotografía de la Universidad de Texas.

## Legado
El trabajo de Lee se encuentra en colecciones de la Universidad de Louisville, el Museo de Arte de Nuevo México, colecciones Wittliff, Universidad Estatal de Texas; y el Centro Dolph Briscoe de Historia Estadounidense de la Universidad de Texas en Austin.
En 2016, Lee Elementary, una escuela en el Distrito Escolar Independiente de Austin, pasó a llamarse Russell Lee Elementary en honor al fotógrafo.

## Fotografías seleccionadas

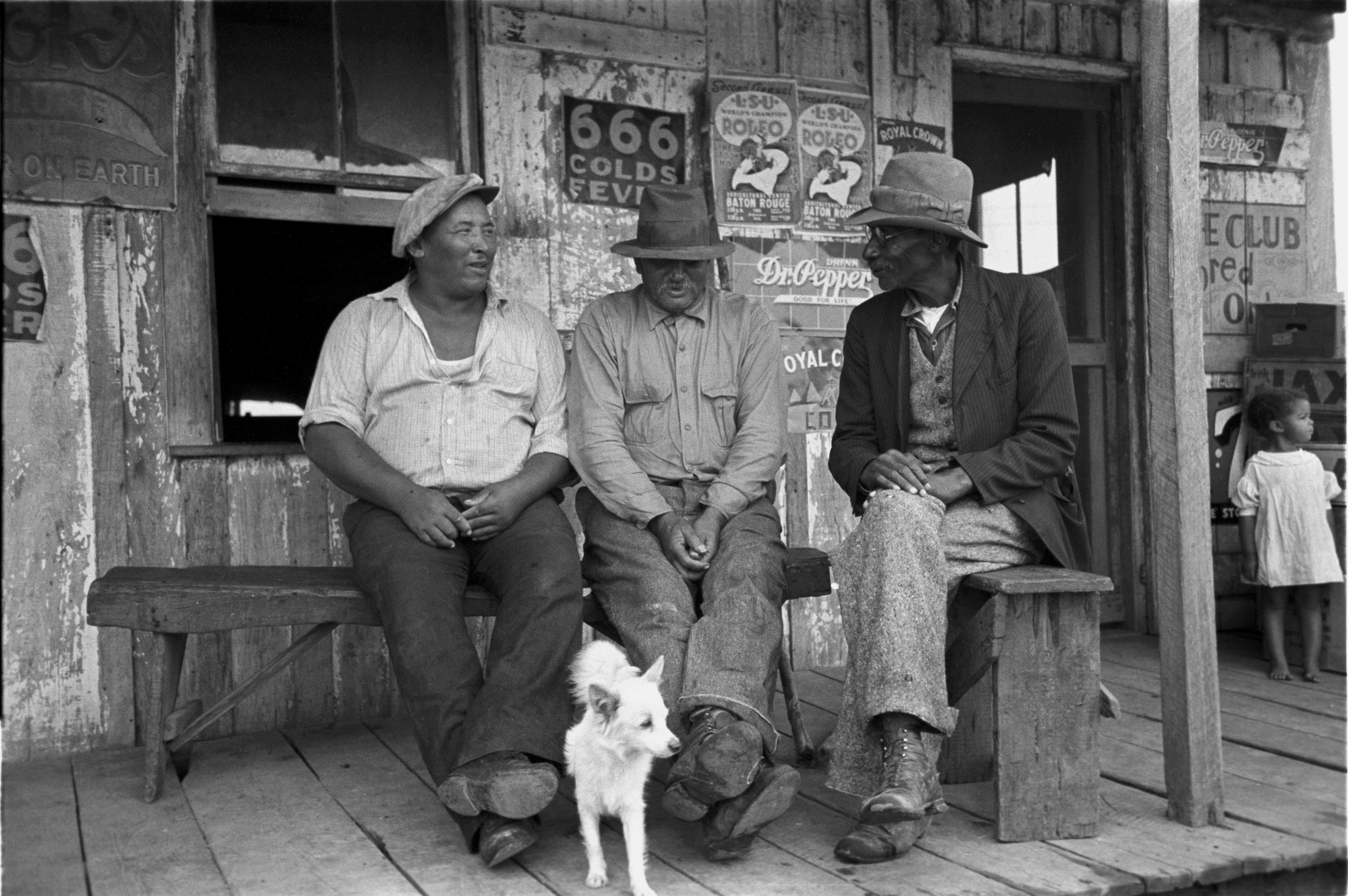
Conversación en la tienda general, cerca de Jeanerette, Luisiana, 1938
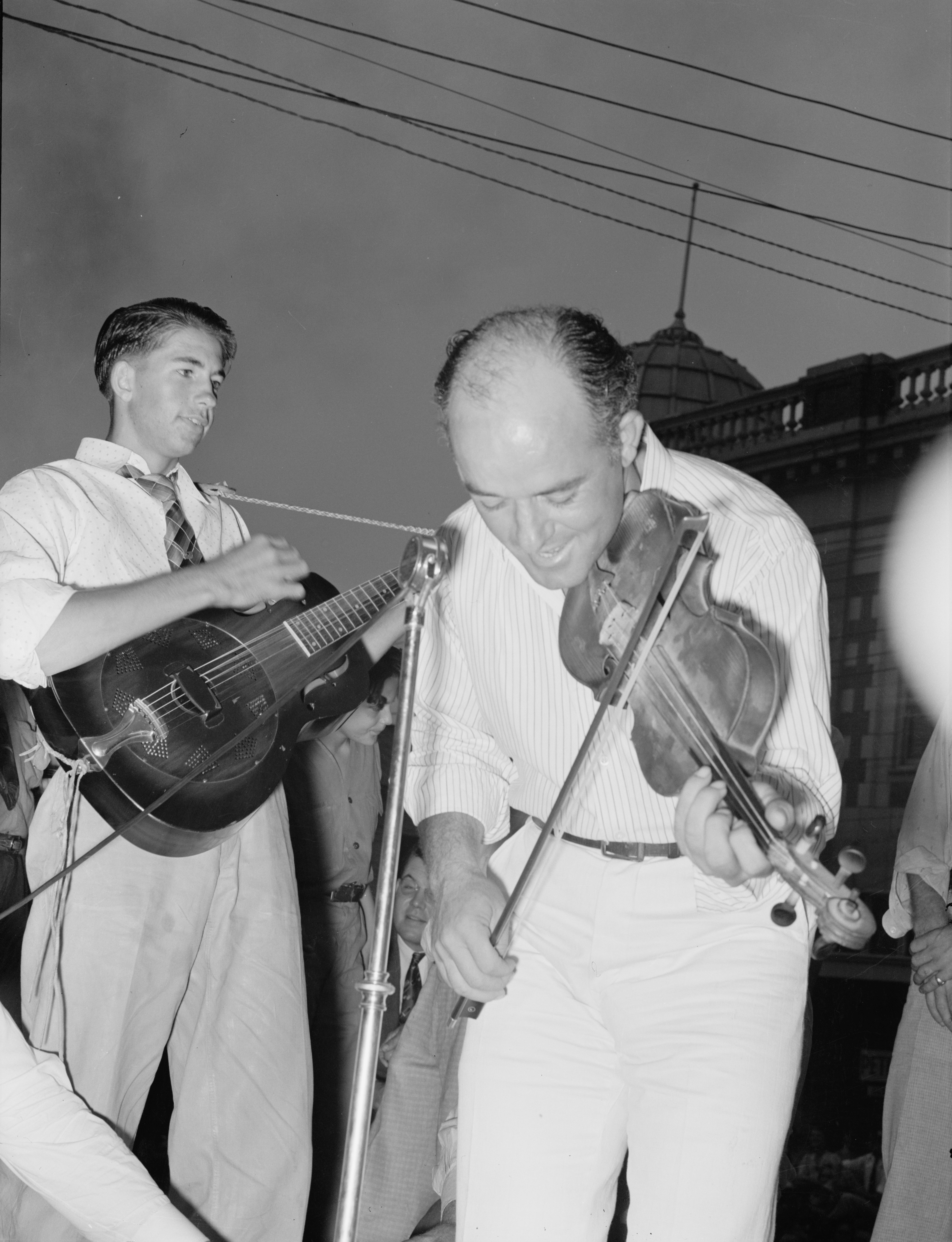
Violinista cajún, Crowley, Luisiana, 1938
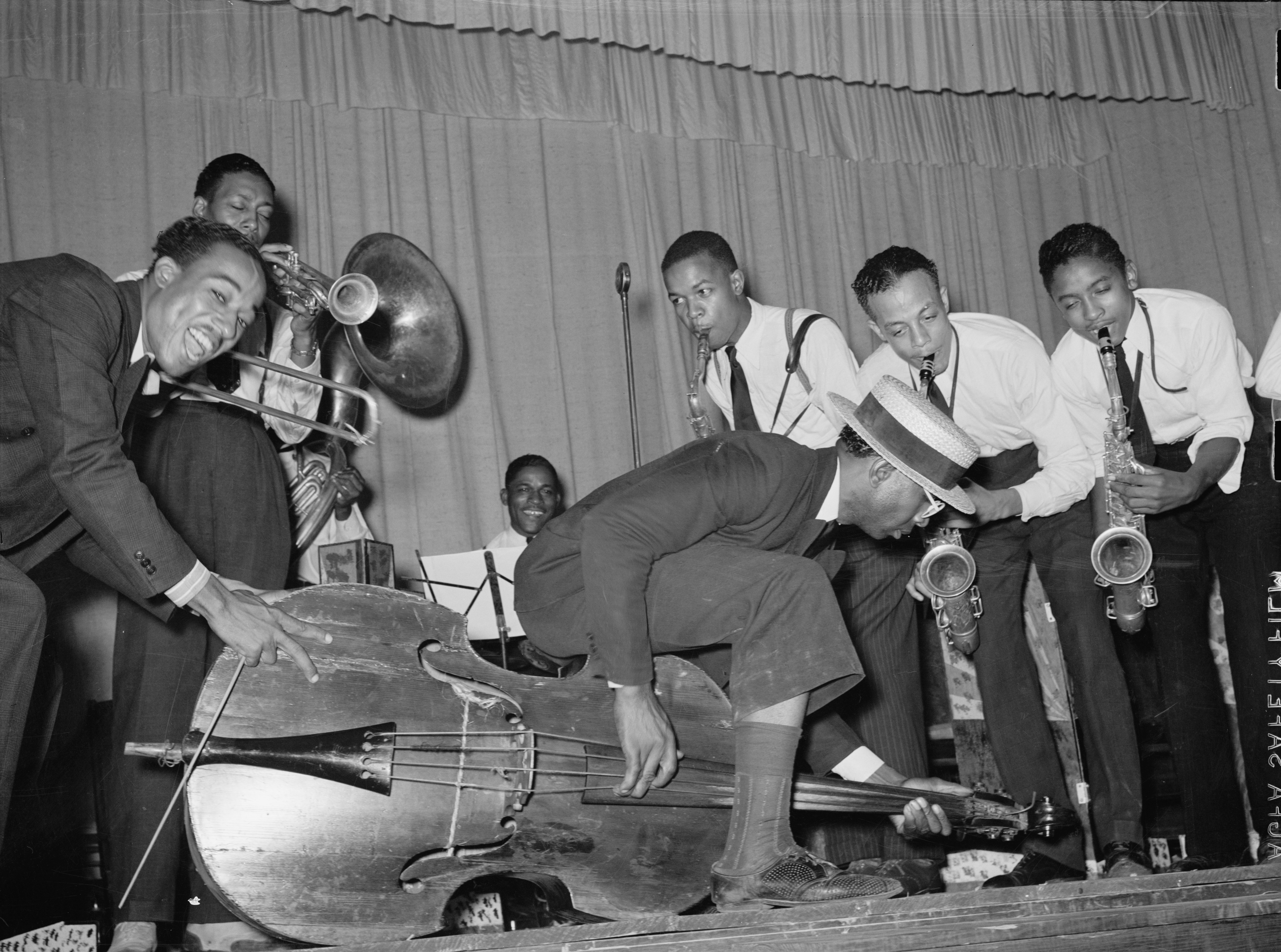
Orquesta caliente interpreta un número especial, Crowley, Luisiana
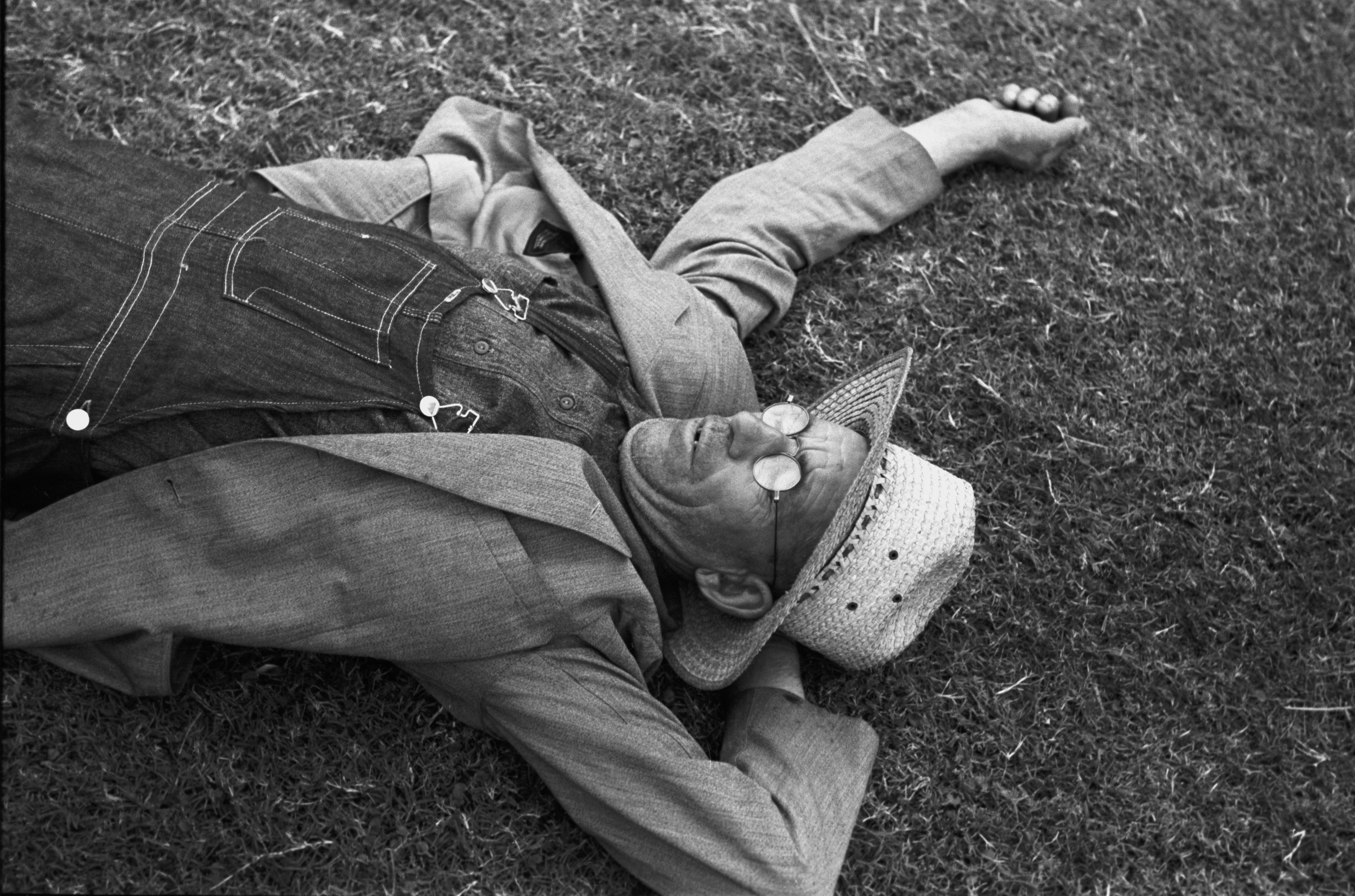
Granjero descansando, Crowley, Luisiana
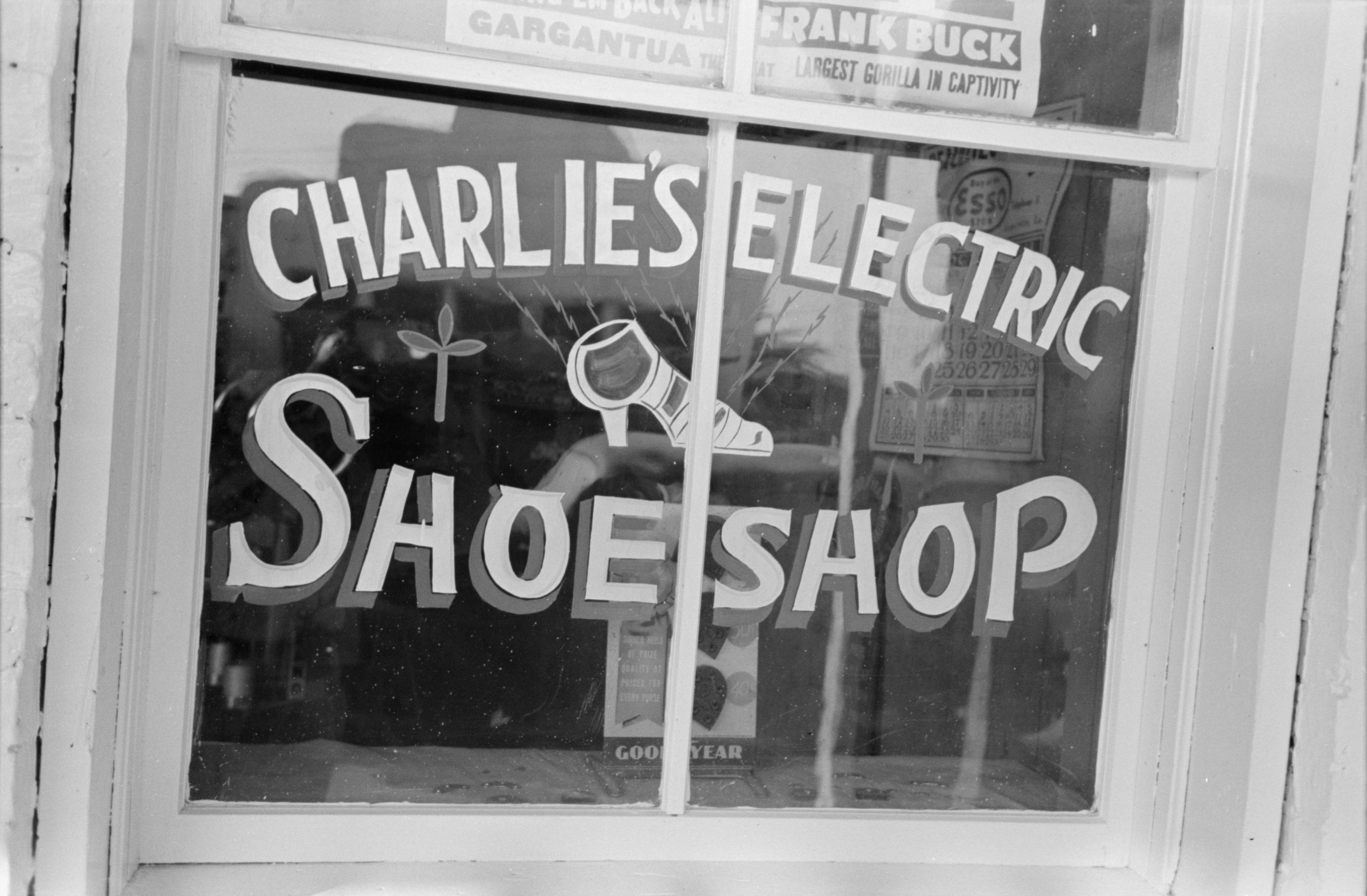
Escaparate
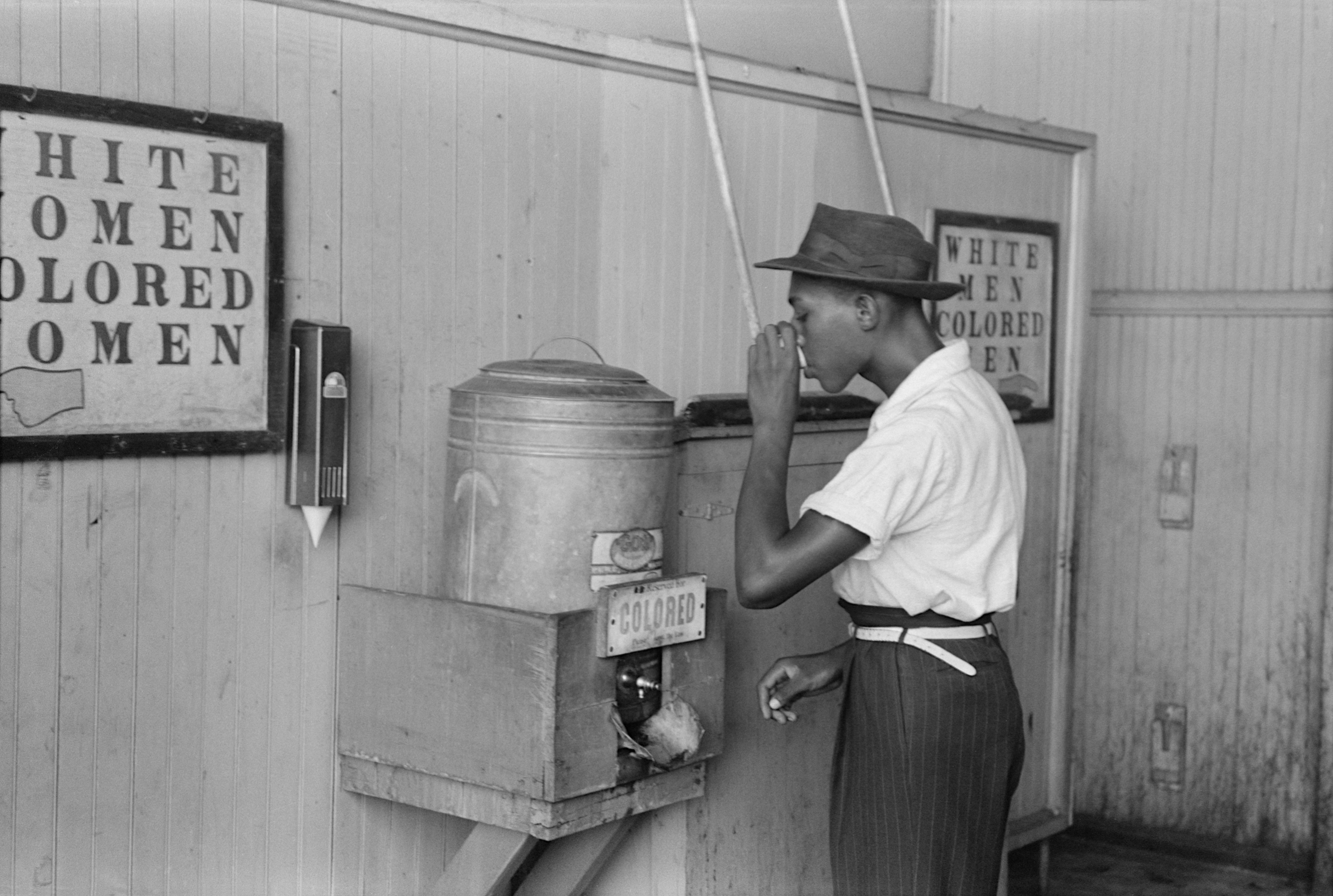
Instalaciones segregadas, Oklahoma City, 1939
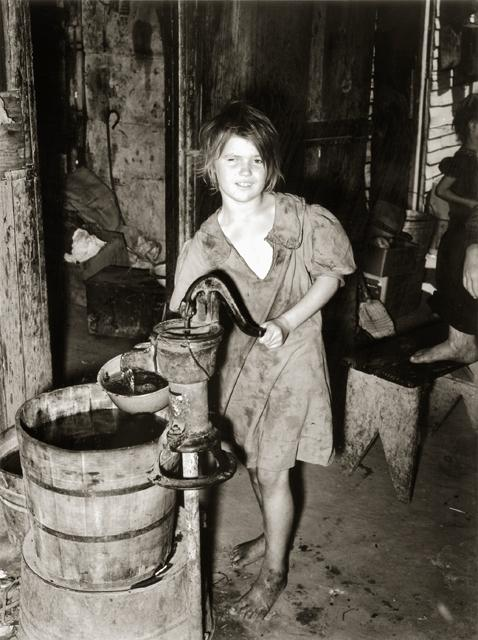
Extrayendo agua de una bomba manual, Oklahoma City
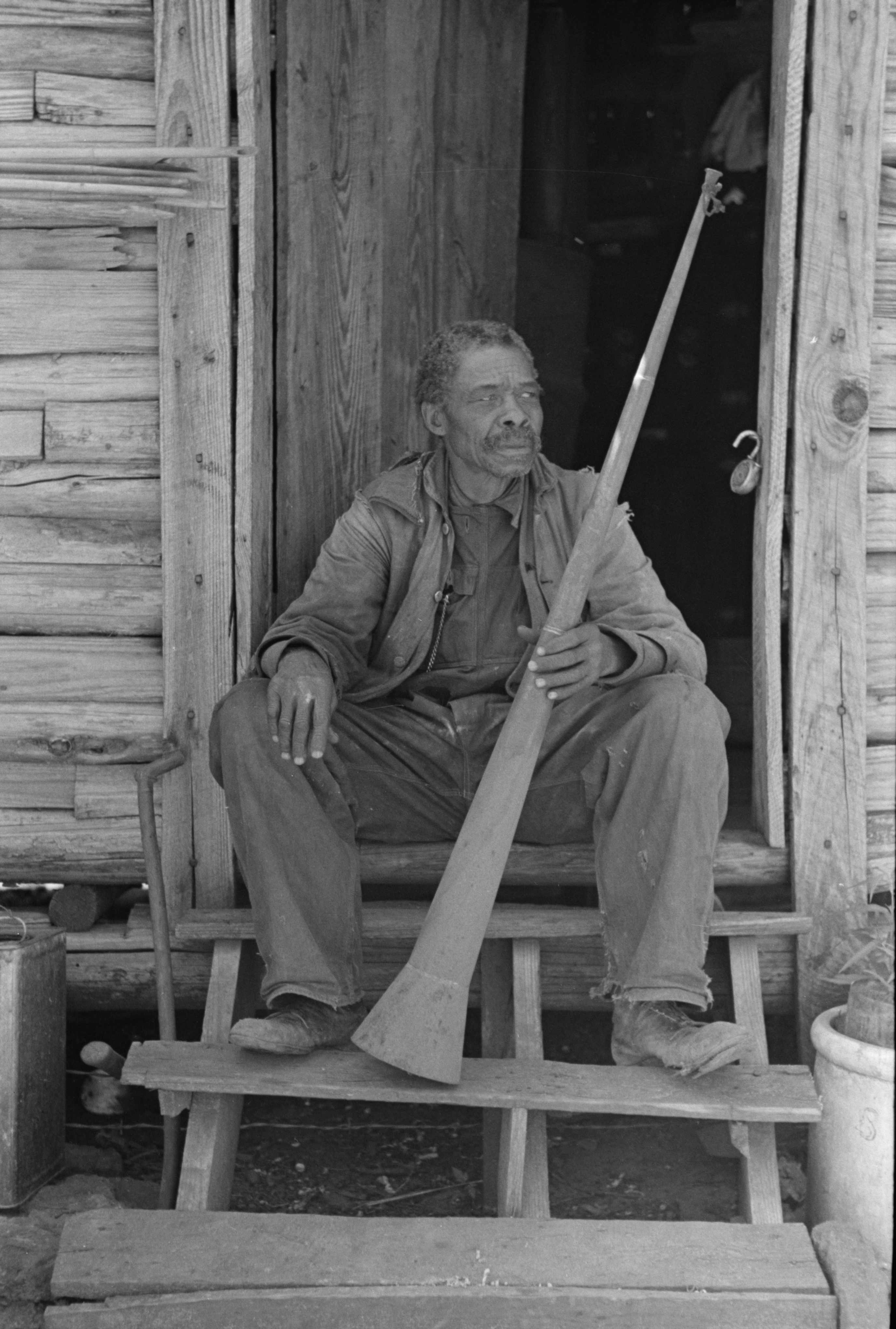
Anciano nacido en la esclavitud muestra un cuerno que antes se usaba para llamar a los esclavos, Texas
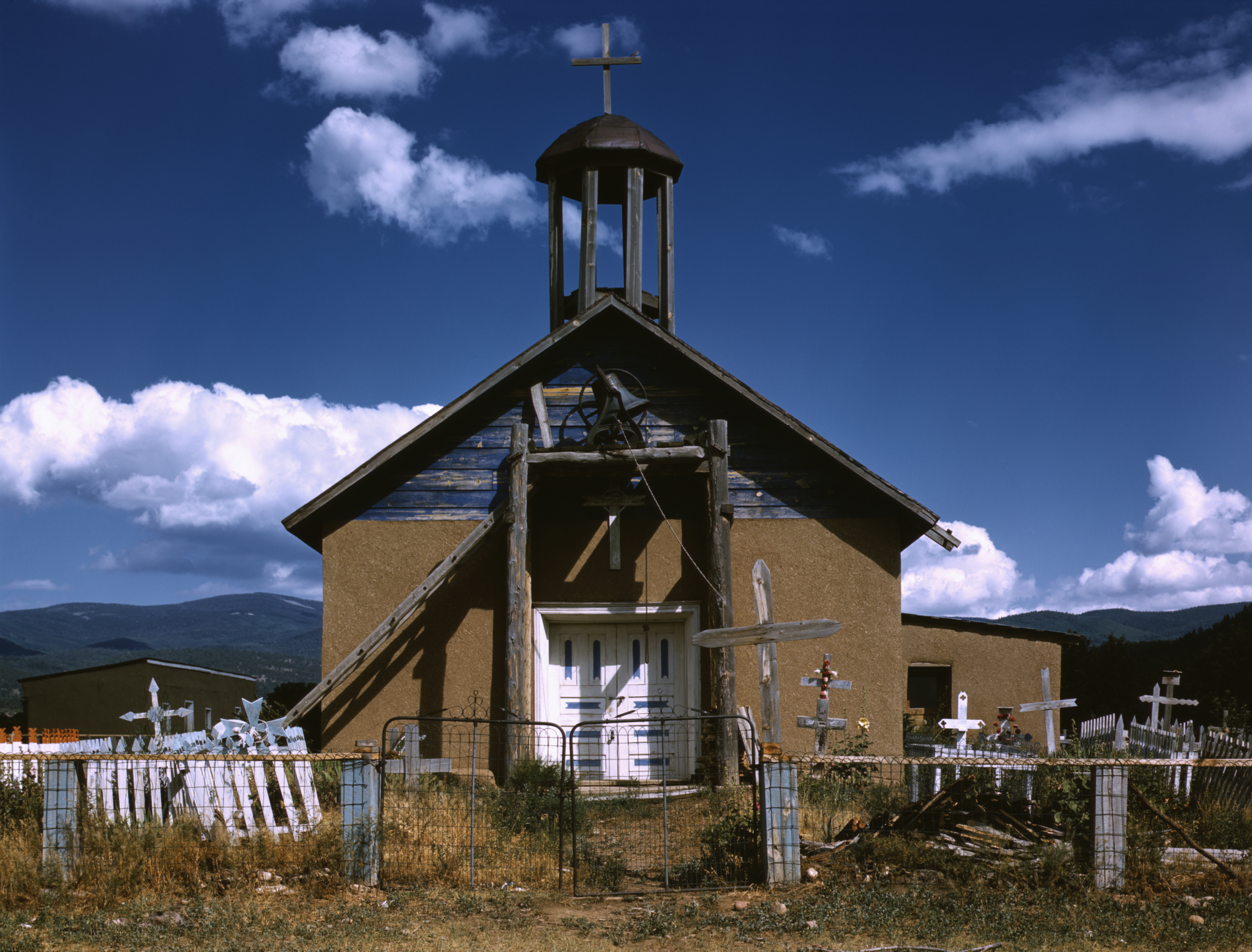
Iglesia Llano de San Juan, Nuevo México, 1940
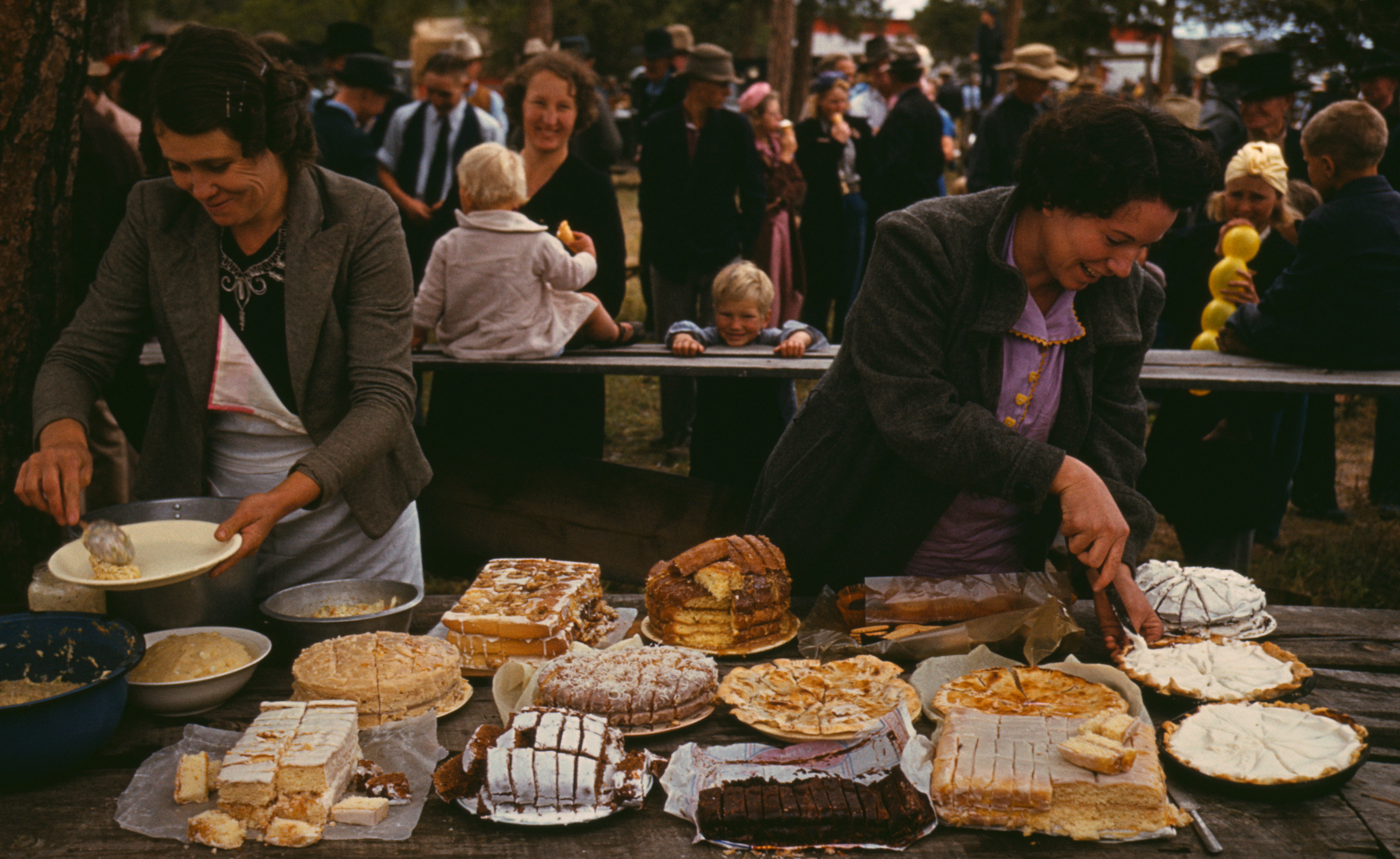
Sirviendo comida en Pie Town
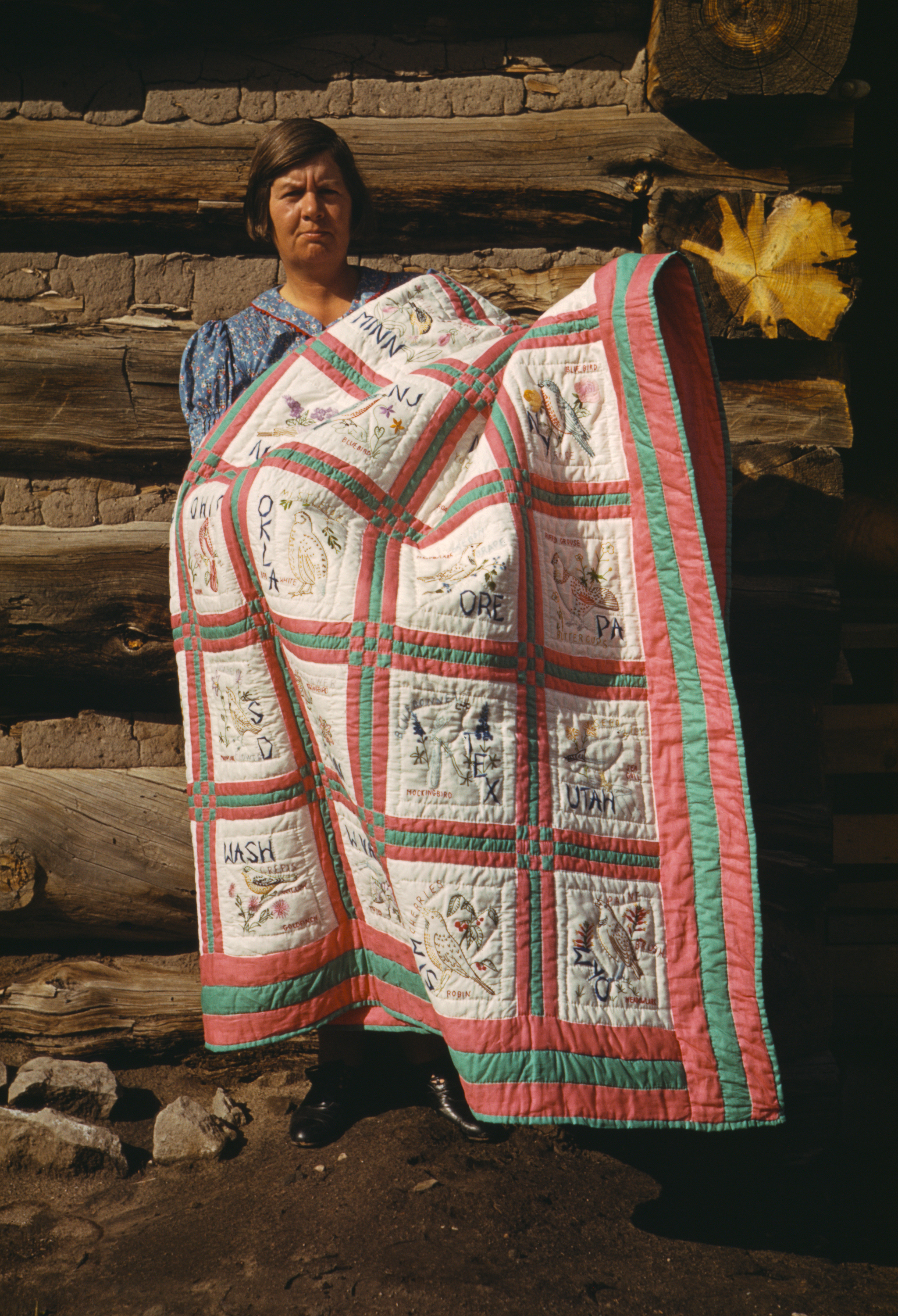
Quilt, Pie Town, Nuevo México
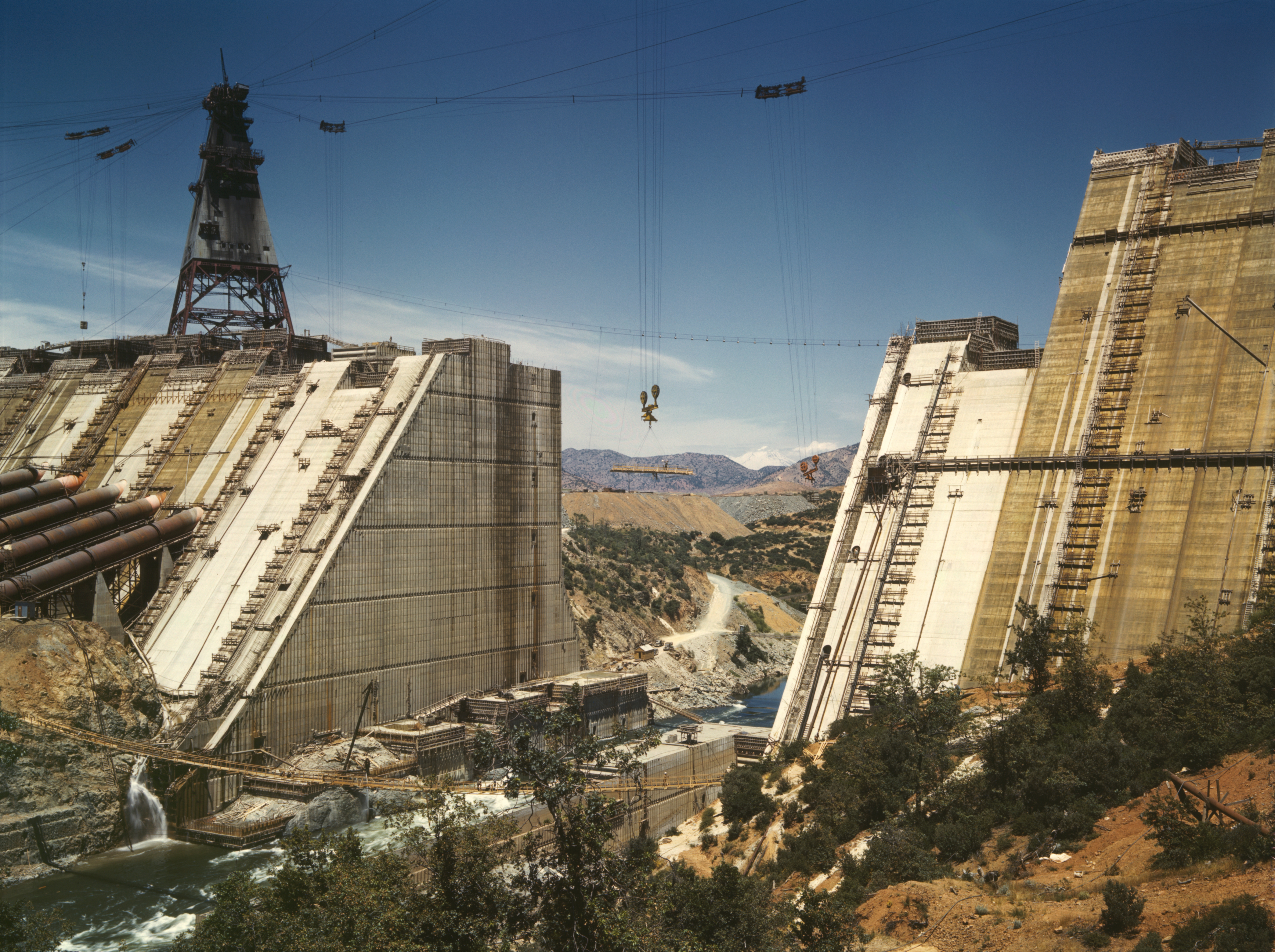
Presa Shasta en construcción, 1942
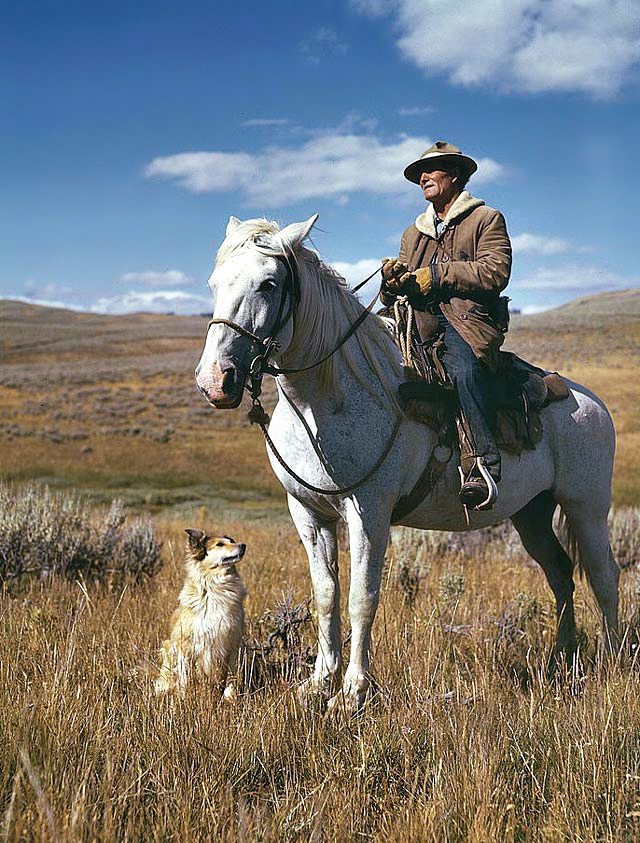
Pastor en Montana
Aviador estadounidense
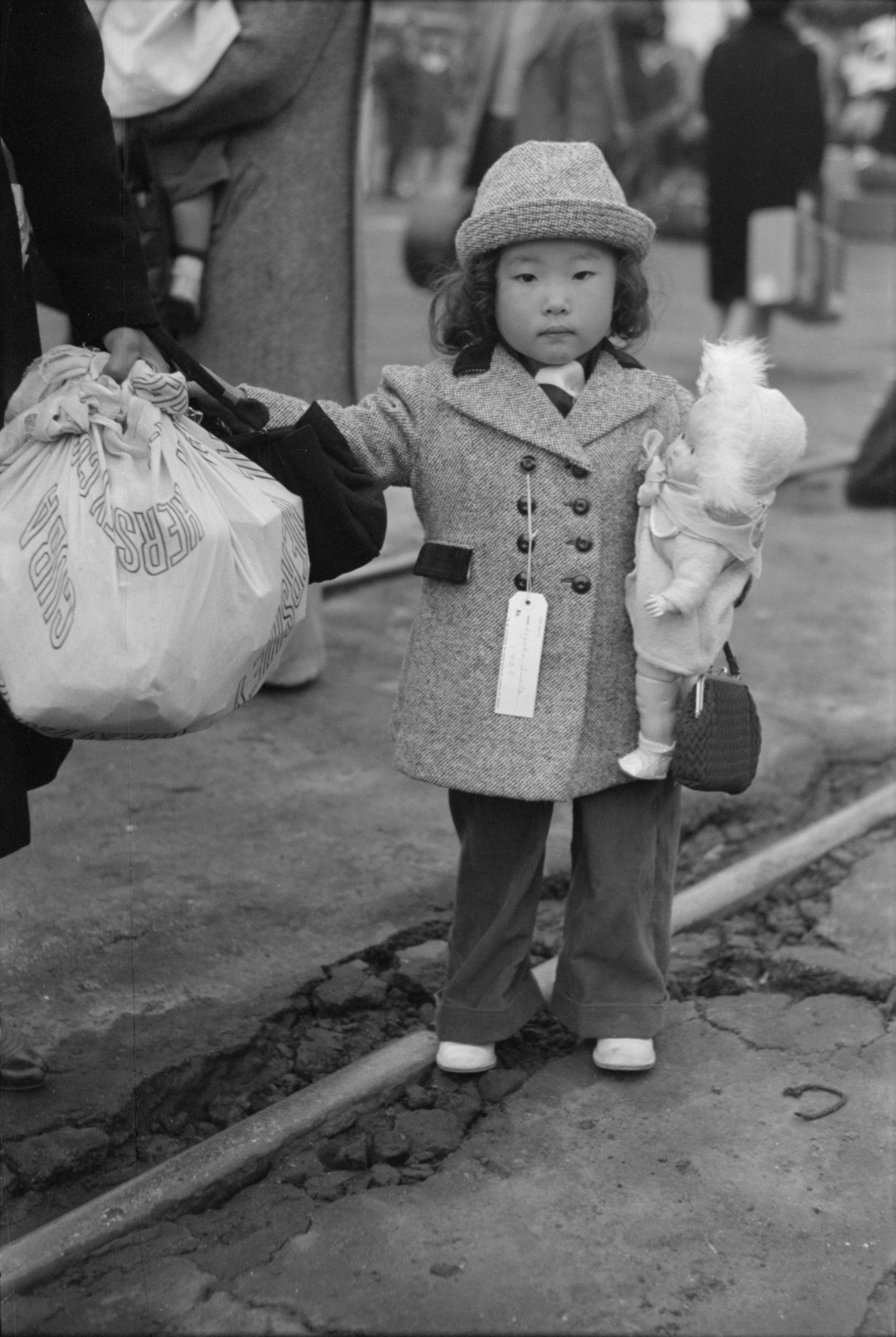
Internamiento japonés-estadounidense, 1942
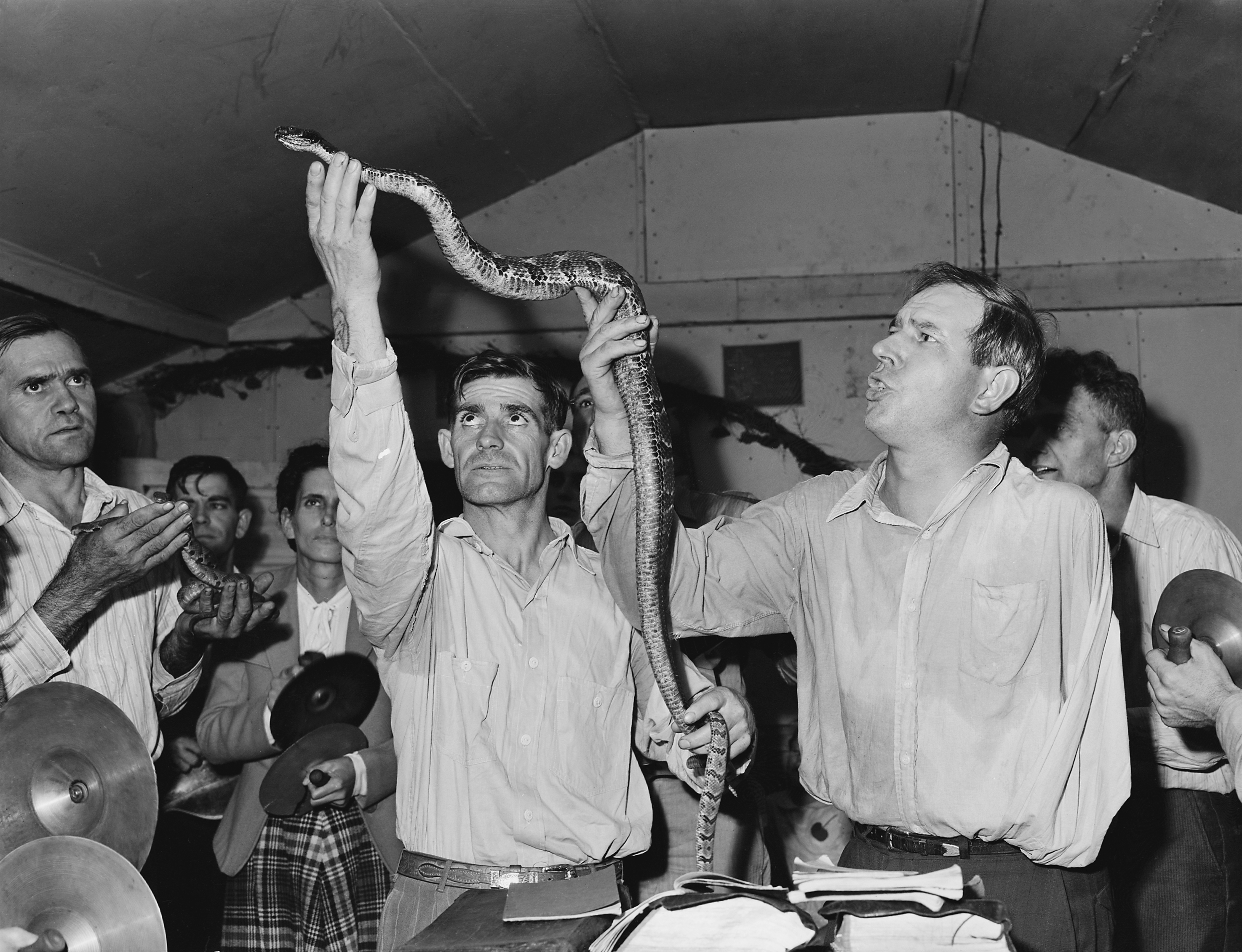
Manejo de serpientes en una iglesia de Kentucky, 1946